# Thomas Mostyn (4e baronnet)
Pour les articles homonymes, voir Thomas Mostyn.
Thomas Mostyn, 4e baronnet (26 avril 1704 - 1758), de Mostyn, Flintshire, est un propriétaire terrien britannique et un politicien conservateur qui siège à la Chambre des communes entre 1734 et 1758.

## Jeunesse

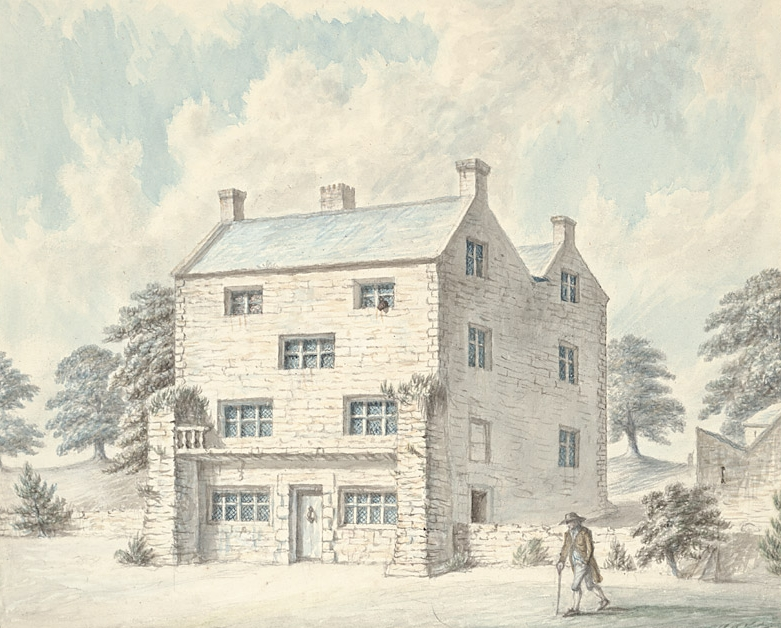
Plas Mostyn. Le siège d'origine de la famille Mostyn, 1793

Mostyn est le fils aîné de Roger Mostyn (3e baronnet), de Mostyn et Leighton, et de son épouse Essex Finch, fille de Daniel Finch (2e comte de Nottingham). Il fait ses études à la Westminster School en 1716 et est inscrit à Christ Church, Oxford le 13 octobre 1720, à l'âge de 16 ans. Il voyage beaucoup en Europe d'octobre 1723 à mai 1728. Son intérêt principal est la littérature et il collectionne des livres et des manuscrits. Il épouse Sarah Western, fille de Robert Western vers 1733.

## Carrière
Il est un Tory hanovrien et, en 1727, force le shérif jacobite du Flintshire à proclamer George II. Il joue un rôle de premier plan dans les préparatifs locaux des conservateurs pour les élections générales britanniques de 1734 et est réélu en tant que député du Flintshire succédant à son père. Il vote systématiquement contre le gouvernement. Il succède à son père comme baronnet le 8 mai 1739. Aux Élections générales britanniques de 1741, il renonce à se porter candidat à Flint Boroughs après le coût élevé des élections précédentes, qui lui ont coûté plus de 2 000 £. Aux élections générales britanniques de 1747, il est réélu pour le Flintshire ainsi qu'en 1754.

## Mort et héritage
Il est décédé le 24 mars 1758, laissant quatre fils et cinq filles. Sa femme Sarah vit jusqu'en 1783. Son fils Roger Mostyn (5e baronnet) lui succède comme baronnet. Sa fille Anne, devient la deuxième épouse de Thomas Pennant, naturaliste et voyageur en 1777.